# جيم كلارك (مجدف)
جيم كلارك (بالإنجليزية: James Clark)‏ هو مدرب تجديف بريطاني، ولد في 15 يوليو 1950.

## وصلات خارجية
- جيم كلارك على موقع الاتحاد الدولي للتجديف (الإنجليزية)
- جيم كلارك على موقع اللجنة الأولمبية الدولية (الإنجليزية)
- جيم كلارك على موقع أوليمبيديا (الإنجليزية)